# 不労所得
不労所得（ふろうしょとく、英: unearned income）とは、労働の直接的対価として得る賃金・報酬以外による所得を示す。一般に、何らかの権利や状態を維持管理すれば継続して得られる収入源という意味で用いられることが多い。
利子、配当、賃料収入など投資による収益を指す場合や、有価証券や不動産等の権利自体を売買しその売買差益を指す場合、あるいはその両方を含める場合もある。
日本の所得税法においては、利子所得、配当所得、不動産所得、一時所得、雑所得などに分類されるが、理由を問わず全ての収入から法が認める必要経費を差し引いた残りを所得として扱っているため、所得税法上「不労所得」という分類は存在しない。なお、その所得のうち、所得税が課税されない扱いになる所得を非課税所得という。

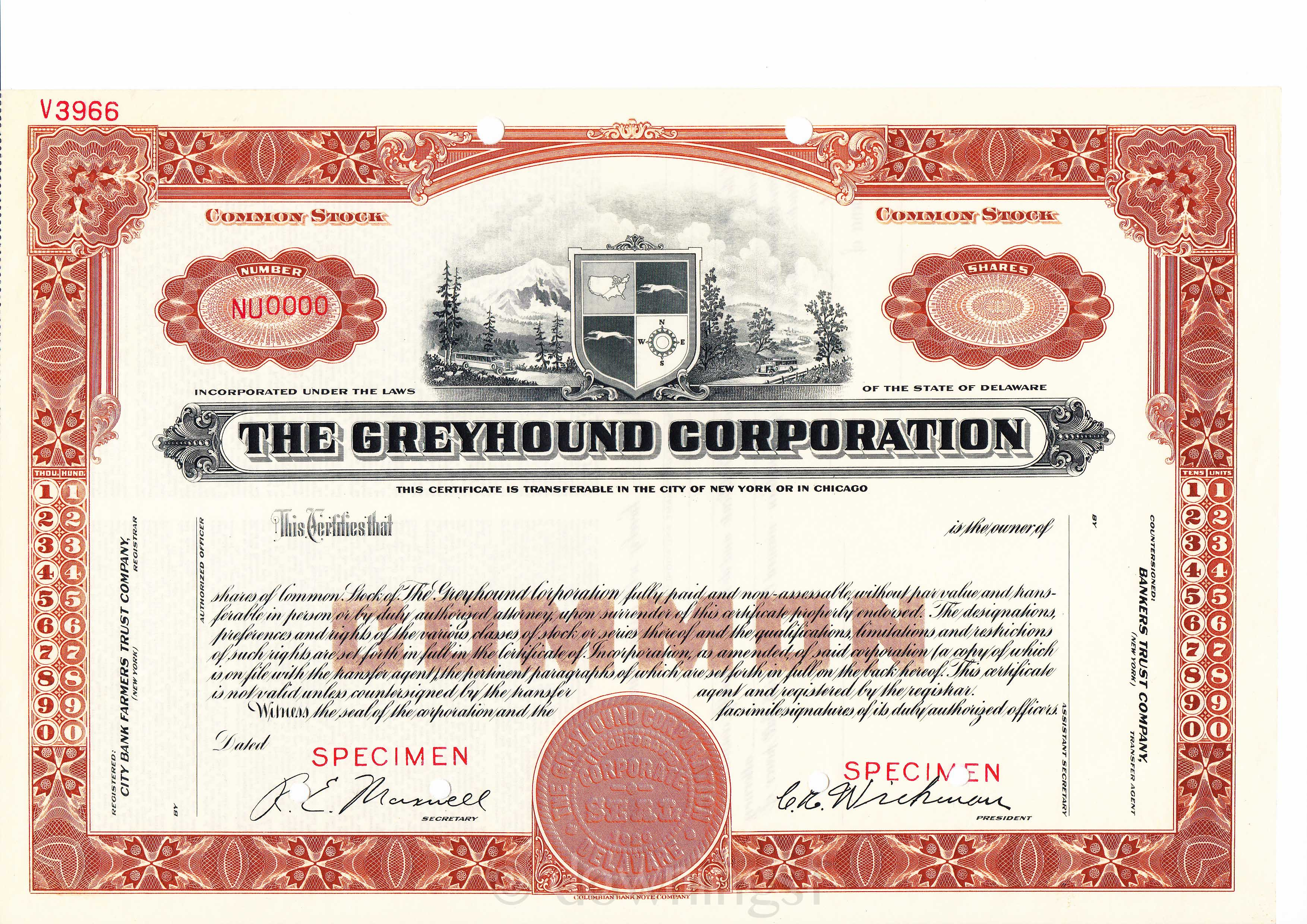
1936年に発行された米国グレイハウンド・ラインズの株式を保有する権利を与える株券

## 不労所得の種類
不労所得を得る状態になるには労働や投資が必要となることもある。
- 労働や投資を必要としないもの
  - 年金・恩給
  - ベーシックインカム
  - 子ども手当・児童手当
  - 雇用保険・失業保険
  - 各種補償金
  - 定額給付金
- 労働や投資が必要となるもの
  - 預金の利息、貯金の利子
  - 株式の配当
  - 債券（国債、社債など）の利子
  - 先物や外国為替証拠金取引の売買益
  - 不動産経営（家賃収入）
  - 生命保険の給付金
  - 宝くじの当選金
  - 公営競技（競馬、競輪、競艇、オートレース）の当選金
  - 著作権使用料（印税）

## その他
「働かないで儲かる」などと悪徳商法や詐欺行為の勧誘の説明でしばしば使われる言葉でもある。
ウラジーミル・レーニンは、党機関紙「プラウダ」第17号（1919年1月12日発行）に寄稿した論文「競争をどう組織するか？」の中で、「『働かざるもの食うべからず』は社会主義の実践的戒律である」と述べた。ここでの『働かざるもの』とは不労所得（働くのは労働者）で荒稼ぎする資産家を意味している。

## 関連文献・記事
- CiNii>不労所得（CiNii）